# ノラ・ジョーンズ
ギータリ・ノラ・ジョーンズ・シャンカール（英語: Geethali Norah Jones Shankar、1979年3月30日 - ）は、アメリカ合衆国のピアノ弾き語りジャズ歌手＆ジャズ・ピアニスト、女優。父はインドで最も有名な音楽家でビートルズにも影響を与えたシタール奏者ラヴィ・シャンカル、異母妹はイギリス人シタール奏者のアヌーシュカ・シャンカル。
ジャズのスタイルを取りながら、ソウル、カントリー、フォーク、ポップスなど、アメリカのポピュラー音楽の要素を採り入れたデビュー・アルバム『Come away with me』（邦題：『ノラ・ジョーンズ』）が全世界で1800万枚を売り上げ（累計で2300万枚を突破）、グラミー賞では主要3部門を含めノミネート部門すべてで受賞し、本人としては5冠、作品としては8冠を獲得した。ビルボードのコンテンポラリー・ジャズ・アルバム・チャートで143週連続1位（2002年3月16日付〜2004年12月4日付）を記録するなどの記録を残した。2004年2月リリースのアルバム『フィールズ・ライク・ホーム』は販売5日目にミリオンセラーとなった。
「Q誌の選ぶ歴史上最も偉大な100人のシンガー」において第77位。

## 経歴

### デビューまで
父ラヴィ・シャンカルと母スー・ジョーンズの娘としてニューヨークにて出生。3歳の時に両親は離婚、ニューヨークから2000キロ以上離れた母の故郷テキサス州ダラス近郊グレープヴァインに転居。生活を支えるために母スーは看護師として働き始め、兄弟もいないノラは家で一人となり、母が持つ膨大な数のLPレコードで寂しさを紛らわせた。彼女は、そこから強い音楽的影響を受け、次第に地元テキサスで愛されたカントリー・ミュージックや当時流行のソウルミュージックのお気に入りの曲をピアノで弾き歌うようになった。
5歳のとき教会の聖歌隊合唱団に所属。7歳頃にピアノのレッスンを受け始め中学生頃にはアルト・サックスを吹くこともあった。
- 「ママが8枚組ビリー・ホリデイのアルバムを持っていて、アルバムの中から、好きで何度もなんども弾いた曲の入ったディスクを取り出したの。『ユー・ゴー・トゥ・マイ・ヘッド』（"You go to my head"）が大好きだった」

と語った言葉は有名となり、あちこちに引用されている。ビル・エヴァンスからも、この頃に影響を受けている。10代の頃にはモトリー・クルー、ガンズ・アンド・ローゼズ、ウォレント、ポイズン、M.C.ハマー、ニルヴァーナなどを愛聴するようになり、M.C.ハマーのコンサートが初めてのコンサート体験となった。
15歳の頃、郊外のグレープヴァインからダラス中心街に移り住み、ダラスのブッカー・T・ワシントン高校でパフォーミングとヴィジュアル・アートを履修。16歳の誕生日に地元のコーヒーハウスで初のギグを行い、ビリー・ホリデイの持ち歌『アイル・ビー・シーイング・ユー（“I'll be seeing you”）』をエタ・ジェイムスのイメージで歌う。1996年、高校在学中にダウンビート学生音楽賞（Down Beat Student Music Awards）の「最優秀ジャズヴォーカリスト賞（Best Vocalist）」、「最優秀オリジナル作曲賞（Best Original Composition）」を獲得し、翌1997年にも同音楽賞で「最優秀ジャズヴォーカリスト賞」を受賞する。
高校卒業後、北テキサス大学でジャズ・ピアノを専攻。また、ラズロ（Laszlo）という名のバンドで、本人いうところの「ダークで、ジャジーなロック（"dark, jazzy rock"）」の曲を歌っていた。20歳の大学3年の夏、友人に誘われニューヨークのマンハッタンに旅行。
- 「音楽がわたしを引き留めたんです。音楽業界はあまりにも巨大でとても刺激的。特に『ザ・リヴィング・ルーム』（The Living Room）みたいなところで凄いソングライターの曲を聴くのは楽しかったから、あらゆるものが私の能力を広げてくれるように思えて、帰る気にはなれなかった。」

と後に語ったように、1か月の予定で旅行に出たまま、大学へは戻らずウエイトレスの仕事をしながらマンハッタンで出会ったソングライターたちに刺激を受け、自分の曲を作り始める。1999年12月頃より1年ほどはファンク・フュージョンのバンド、ワックス・ポエティック（Wax Poetic）と共演する常連になった。まもなく、ソングライターのジェシー・ハリス（Jesse Harris）、ベースのリー・アレクサンダー（Lee Alexander）、ドラムスのドン・リーザー（Dan Rieser）とバンドを結成、ノラはヴォーカルとピアノを担当した。

### デビュー
結成したバンドのデモを、2000年10月にブルーノートでレコーディング。これは、後にブルーノート・レーベルから『ファースト・セッションズ』（First Sessions）としてリリースされたが、現在は廃盤になっている。ブルーノート社長、ブルース・ランドヴァル（Bruce Lundvall）が、このデモ・テープを聴いてノラの素質を見抜き、2001年1月、ノラはブルーノートと契約することとなった。
ノラは、2001年5月からクレイグ・ストリート（Craig Street）によるプロデュースで、デビュー・アルバム『カム・アウェイ・ウイズ・ミー』（"Come Away With Me" - 邦題: 『ノラ・ジョーンズ』）のレコーディングを開始。8月には、ロバータ・フラック、アレサ・フランクリン、ダスティ・スプリングフィールド（Dusty Springfield）を手がけたアリフ・マーディン（Arif Mardin）によるプロデュースとなる。あまりにも高名なプロデューサーがついたので、最初ノラは口を利くのもはばかるほど怖い思いだったが、思いのほか気さくで、たくさんのアイデアを出してくれた、と語っている。しかし、まさか記録的ヒットになるとは、ノラ本人すら思いもよらぬことであった。
2002年2月26日、22歳でデビューアルバム "Come Away With Me" をブルーノートからリリース（日本では『ノラ・ジョーンズ』のタイトルで同年4月11日リリース）。3月28日にローリングストーン誌が取り上げ、早くも5月にはトップチャートの兆候が現われる。6月、全米ツアーを開始。
4月には、日本でもプロモーションのコンサートを行っており、9月再来日の際には全国5都市のコンサートを成功させ、さらに欧州12都市でのコンサートを行った。11月にはヴァニティ・フェア（Vanity Fair）誌の表紙に著名なアーティストとともに掲載された。

### グラミー賞受賞
グラミー賞へのノミネートは当然との見方はもとより、何部門でノミネートされるかが関心の的となりつつ、2003年1月7日に8部門でノミネート。1月25日、アジア・オセアニアのツアーの最中、ビルボードのアルバム・チャートで首位に躍り出し、発売から1年も経たず、全米で270万枚のヒットとなった。
第45回グラミー賞（2003年2月24日、現地時間は2月23日）でノミネートされていた8部門中、
アルバム『Come Away With Me』に対し、
最優秀アルバム賞（Album of the Year）
最優秀ポップ・ヴォーカル・アルバム賞（Best Pop Vocal Album）
最優秀録音賞、ノン・クラシカル（Best Engineered Recording, Non-Classical）
ノラ・ジョーンズ本人に対し、
最優秀新人賞（Best New Artist）
曲目『Don't Know Why』に対し、
最優秀レコード賞（Record of the Year）
最優秀楽曲賞（Song of the Year (songwriter)、作者：ジェシー・ハリス）
最優秀女性ポップ・ヴォーカル・パフォーマンス賞（Best Female Pop Vocal Performance）
プロデューサーのアリフ・マーディンに対し、
最優秀プロデューサー賞（Producer of the Year）
と、ノミネート全部門での受賞となり、この年のグラミー賞の話題をさらうことになった、このときノラは、まだ23歳であった。

### 2004-2006年：セカンド・アルバム
2004年2月4日に日本先行、2月9日に米国以外で、2月10日に米国でセカンド・アルバム『Feels Like Home』をリリース。米国では、5日目で100万枚を突破。これはニールセン・サウンドスキャンの調査によるもので、2月15日週末の集計で1,022,149枚を記録, , 。その後、アルバムチャートでトップの座を4週連続も維持し、最終的には1000万枚以上を売り上げた。日本でも、銀座山野楽器によれば、アルバムの週間ヒットチャート（2月23日）で7位につけた。これにともないファーストアルバム『Come Away With Me』もヒットチャート18位に浮上した。そして、アルバムのプロモーションのためにバックバンドのハンサム・バンドとコーラスのダルー・オダ（Daru Oda）を引き連れてワールド・ツアーを行った。
2005年、第47回グラミー賞において、
曲目『Here We Go Again』 -ノラ・ジョーンズ & レイ・チャールズに対し、
最優秀レコード賞（Record of the Year）
最優秀ポップ・コラボレーション賞（Best Pop Collaboration with Vocals）
曲目『Sunrise』に対し、
最優秀女性ポップ・ヴォーカル・パフォーマンス賞（Best Female Pop Vocal Performance）
の3部門を受賞した。また、アルバム『Feels Like Home』は最優秀ポップ・ボーカル・アルバム賞に、彼女が幼い頃から憧れてきたカントリー歌手のドリー・パートンとのデュエット曲で、共演するために彼女をイメージして作った『Creepin' In』は、最優秀カントリー・コラボレーション賞にノミネートされた。
しかし、それまでほとんどバンドメンバーが作った曲を歌ってきたノラは、自分が思うように作曲できないのに、世間からこんなに注目されていいのかと思い悩み、色々なことに圧倒されて自分を見失った。そして2005年の春、コンサートツアーとレコーディングの休止を決めた。

### 2007-2008年：サード・アルバム
2007年、ノラは3年ぶりにサード・アルバム『ノット・トゥー・レイト』を発表、このアルバムで初めて全曲にわたって作詞・作曲に携わり、シンガーソングライターとして新たなスタートを切った。また、このアルバムはレコード会社も製作していることを知らなかった。しかし、アルバム発表後、休養中に彼女を支えてくれ、自宅スタジオでのアルバム制作にも協力したバックバンドのベーシストで恋人でもあったリー・アレクサンダーが、夢だったレーサーを目指すと言ってノラのもとを去り、彼女は公私ともに8年間一緒だったパートナーを失うことになった。

### 2009-2010年：4thアルバム
2年10ヶ月ぶり、自身4作目のアルバム『ザ・フォール』をリリースし、全世界で500万枚を超える売上を記録。

## その他の活動

### リトル・ウィリーズ
2003年にバンドメンバーを中心にリトル・ウィリーズ（The Little Willies）を結成。ノラはボーカルとピアノを務める。以降2年に渡ってセッションを続け、2005年にレコーディングを開始。2006年にはバンド名を冠した1stアルバムをリリース。

### プス・ン・ブーツ
2008年にサーシャ・ドブソン、キャサリン・ポッパーと共にガールズ・バンド、プス・ン・ブーツ（Puss n Boots）を結成。2014年にカバー曲とオリジナルからなる『ノー・フールズ、ノー・ファン』をリリースした。同作はジョーンズが関わった100作目の作品であった。

### 私生活
2014年に長年のパートナーであるミュージシャン(ミュージシャンではなく俳優のクリス･プラットではないかとも言われる)との間に第一子である男児を出産。16年に第二子出産。ノラは私生活を公にすることを極端に嫌うことが知られており、パートナーと子供の名前は公表していない。

### 映画出演
2002年にサンドラ・ブロック、ヒュー・グラント主演の『トゥー・ウィークス・ノーティス』（Two Weeks Notice）にて本人役で女優デビューを果たす。
2007年にはウォン・カーウァイ監督による初の英語映画『マイ・ブルーベリー・ナイツ』の主演を務めた。共演はジュード・ロウ、レイチェル・ワイズ、ナタリー・ポートマンなど。この作品は第60回カンヌ国際映画祭のオープニングを飾った。
2012年、「テッド」（原題“TED”,配給ユニバーサル・ピクチャーズ）に本人役として出演。

### 配信
初期の公式サイトにおいて、いくつかのライヴ音源が公式配信された（配信限定）。
配信されたのは、イリノイ州シカゴのハウス・オヴ・ブルースでの2002年４月１６日公演より、Turn Me On、Cold Cold Heart、Feelin' The Same Way、Tenessie Waltz、I've Got To See You Again、Don't Know Why、Seven Years、Painter Song、Bessie Smith（ザ・バンドのカヴァー）、Crazy、The Nearness Of You の11曲、ニューヨーク州ブロンクスのフォーダム・ユニヴァーシティーでの2002年３月３日公演よりCome Away With Me、I'll Be Your Baby Tonightの2曲であった。

## サウンドの特徴
ジャズに属するが、米国伝統の様々な音楽を取り入れてアレンジ。シンプルで覚えやすいメロディという評価や、心の奥にやさしくタッチする歌声という評価もある。癒しの効果が絶大という声や、公式サイトによれば、「キャロル・キング、ジョニ・ミッチェルの系譜を継ぐ、和み系シンガーソングライター」という触れ込みとなっているが、実際キャロルはジャズ・シンガーではない。ジョニはジャズに接近することもあるが、やはりジャズ・シンガーとはいえない。プロデューサーのアリフ・マーディンも、「ノラ・ジョーンズの音楽が属するジャンルを特定するのは難しい」と語っている。

## ディスコグラフィ

### アルバム
| 年   | タイトル                                     | アルバム詳細 | チャート最高位 | チャート最高位 | チャート最高位 | チャート最高位 | チャート最高位 | チャート最高位 | チャート最高位 | チャート最高位 | チャート最高位 | 認定 |
| 年   | タイトル                                     | アルバム詳細 | US             | AUS            | BEL            | CAN            | FRA            | GER            | NLD            | SWI            | UK             | 認定 |
| ---- | -------------------------------------------- | --- | -------------- | -------------- | -------------- | -------------- | -------------- | -------------- | -------------- | -------------- | -------------- | --- |
| 2002 | Come Away with Me （邦題：ノラ・ジョーンズ） | - 発売日: 2002年2月26日 - レーベル: Blue Note - フォーマット: CD, LP, digital download - 全米売上: 1,102万枚     | 1              | 1              | 1              | 1              | 1              | 2              | 1              | 2              | 1              | - US: ダイヤモンド - AUS: 11× プラチナ - CAN: ダイヤモンド - DEN: 3× プラチナ - FRA: ダイヤモンド - GER: 5× ゴールド - JPN: ゴールド - NZ: 11× プラチナ - SWI: 3× プラチナ - UK: 8× プラチナ |
| 2004 | Feels Like Home                              | - 発売日: 2004年2月10日 - レーベル: Blue Note - フォーマット: CD, LP, digital download - 全米売上: 463.2万枚     | 1              | 2              | 1              | 1              | 1              | 1              | 1              | 1              | 1              | - US: 4× プラチナ - AUS: 3× プラチナ - CAN: 4× プラチナ - GER: 3× プラチナ - JPN: プラチナ - NLD: プラチナ - SWI: 3× プラチナ - UK: 3× プラチナ                                              |
| 2007 | Not Too Late                                 | - 発売日: 2007年1月24日 - レーベル: Blue Note, EMI - フォーマット: CD, LP, digital download - 全米売上: 150万枚  | 1              | 2              | 1              | 1              | 1              | 1              | 1              | 1              | 1              | - US: 2× プラチナ - AUT: 2× プラチナ - BEL: 2× プラチナ - CAN: 2× プラチナ - FRA: プラチナ - GER: プラチナ - JPN: ゴールド - SWI: 3× プラチナ                                                |
| 2009 | The Fall                                     | - 発売日: 2009年11月17日 - レーベル: Blue Note, EMI - フォーマット: CD, LP, digital download - 全米売上: 100万枚 | 3              | 17             | 1              | 3              | 5              | 3              | 5              | 1              | 24             | - US: プラチナ - AUS: ゴールド - CAN: プラチナ - FRA: プラチナ - GER: ゴールド - JPN: ゴールド - UK: ゴールド                                                                                |
| 2012 | Little Broken Hearts                         | - 発売日: 2012年4月25日 - レーベル: Blue Note, EMI - フォーマット: CD, LP, digital download - 全米売上: 38.5万枚 | 2              | 5              | 1              | 2              | 2              | 3              | 3              | 1              | 4              | - BEL: ゴールド - CAN: ゴールド - FRA: ゴールド |
| 2016 | Day Breaks                                   | - 発売日: 2016年10月7日 - レーベル: Blue Note - フォーマット: CD, LP, digital download - 全米売上: 4.4万枚       | 2              | 4              | 2              | 7              | 4              | 3              | 8              | 1              | 9              | |
| 2019 | Begin Again                                  | - 発売日: 2019年4月12日 - レーベル: Blue Note - フォーマット: CD, digital download                               | 164            | 14             | —              | 42             | 35             | 50             | 21             | 11             | —              | |
| 2020 | Pick Me Up Off the Floor                     | - 発売日: 2020年6月12日 - レーベル: Blue Note - フォーマット: CD, digital download                               | 47             | 21             | 7              | 65             | 21             | 6              | 16             | 1              | 47             | |

### ミニ・アルバム
| 枚  | タイトル       | 初版発売日          | 売上 | 備考                                                         |
| --- | -------------- | ------------------- | ---- | ------------------------------------------------------------ |
| 1st | First Sessions | 2000年10月8日・米国 |      | 2000年10月に録音されたデビューアルバムのデモを基にしている。 |
| 2nd | Deep Cuts      | 2009年4月7日・米国  |      |                                                              |

### コンピレーション
| 枚  | タイトル                                         | 初版発売日          | 売上 | 備考 |
| --- | ------------------------------------------------ | ------------------- | ---- | ---- |
| 1st | ...Featuring（邦題：ノラ・ジョーンズの自由時間） | 2010年11月2日・米国 |      |      |

### その他
| 枚  | タイトル                                     | 初版発売日         | 売上 | 備考 |
| --- | -------------------------------------------- | ------------------ | ---- | --- |
| 1st | New York City（with The Peter Malick Group） | 2003年7月8日・米国 |      | ブルー・ノートとの契約前の2000年にピーター・マリックのバンドにゲスト・ヴォーカルとして参加し、録音された作品。 |

### シングル
日本では一部のみ販売
| 年   | 楽曲                                         | 収録アルバム                            |
| ---- | -------------------------------------------- | --------------------------------------- |
| 2002 | Don't Know Why                               | Come Away with Me                       |
| 2002 | Feelin' the Same Way                         | Come Away with Me                       |
| 2003 | Come Away with Me                            | Come Away with Me                       |
| 2003 | Don't Know Why / "I'll Be Your Baby Tonight" | Come Away with Me                       |
| 2003 | Turn Me On                                   | Come Away with Me                       |
| 2003 | Nightingale                                  | Come Away with Me                       |
| 2004 | Sunrise（日本版有り）                        | Feels Like Home                         |
| 2004 | What Am I to You?（日本版有り）              | Feels Like Home                         |
| 2004 | Those Sweet Words                            | Feels Like Home                         |
| 2006 | Thinking About You                           | Not Too Late                            |
| 2007 | Not Too Late                                 | Not Too Late                            |
| 2007 | Sinkin'Soon                                  | Not Too Late                            |
| 2007 | Until the End                                | Not Too Late                            |
| 2007 | Be My Somebody                               | Not Too Late                            |
| 2008 | The Story                                    | My Blueberry Nights（サウンドトラック） |
| 2009 | Chasing Pirates                              | The Fall                                |
| 2010 | Young Blood                                  | The Fall                                |
| 2010 | It's Gonna Be                                | The Fall                                |
| 2010 | Virginia Moon (featuring Foo Fighters)       | ...Featuring                            |
| 2011 | More Than This (featuring Charlie Hunter)    | ...Featuring                            |
| 2012 | Happy Pills                                  | Little Broken Hearts                    |
| 2012 | Miriam                                       | Little Broken Hearts                    |

## 日本公演
- 2002年
  - 9月7日 東京国際フォーラムホールC、9日 大阪厚生年金会館芸術ホール、10日 福岡クロッシングホール、11日 広島クラブクアトロ、12日 名古屋クラブクアトロ、14日 東京国際フォーラムホールC
- 2005年
  - 4月8日 名古屋センチュリーホール、9日 石川厚生年金会館、11日,12日,13日 大阪厚生年金会館大ホール、15日 広島厚生年金会館、16日 パシフィコ横浜国立大ホール、18日,19日 東京国際フォーラムホールA、20日 武道館大ホール
- 2012年
  - 11月4日 愛知県体育館、5日 グランキューブ大阪、6日 北陸電力会館 本多の森ホール、8日,9日 武道館大ホール、10日 梅田芸術劇場、12日 広島市文化交流会館、14日 ニトリ文化ホール
- 2017年
  - サポートアクト：Aloysius 3   4月9日 (日)　仙台・ゼビオアリーナ仙台、11日 (火)　札幌・ニトリ文化ホール、13日(木),14日 (金),15日 (土)　日本武道館、17日 (月)　大阪・大阪城ホール、18日 (火)　福岡・サンパレス、19日 (水)　広島・広島文化学園HBGホール、21日 (金)　名古屋・センチュリーホール
- 2022年
  - 10月11日（火）　札幌文化芸術劇場 hitaru、13日（木）　ゼビオアリーナ仙台、14日（金）,16日（日）,18日（火）　日本武道館、10月17日（月）大阪城ホール
- 2025年
  - 9月24日（水）　日本武道館、25日（木）　大阪城ホール、27日（土）　東京・有明アリーナ「Blue Note JAZZ FESTIVAL in JAPAN」

### 公式サイト
- ノラ・ジョーンズ日本公式サイト - UNIVERSAL MUSIC JAPAN
- Norah Jones （英語）
- Norah Jones - Myspace （英語）
- Norah Jones (@NorahJones) - X（旧Twitter）
- ノラ・ジョーンズ 日本公式 (@usm_norahjones) - X（旧Twitter）
- Norah Jones (norahjones) - Facebook
- Norah Jones (@norahjones) - Instagram
- norahjonesVEVO - YouTubeチャンネル
- ノラ・ジョーンズ - Spotify
- ノラ・ジョーンズ - Apple Music

### 参考記事
- BBC.co.uk: Newcomer battles stars for Grammys（2003年2月19日）
- BBC.co.uk: Newcomer Jones stuns Grammys（2003年2月24日）
- BBC.co.uk: The rising star of Norah Jones（2003年2月24日）
- Allmusic.com Norah Jones
- 読売新聞エンタメ: 「2作目発表 ノラ・ジョーンズ」（2004年2月5日、文・西田浩）
- SANSPO.COM: 「記念ライブのノラ・ジョーンズは天ぷらそば好き」（2004年1月）

### その他
- Norah Jones - IMDb（英語）